# Ліпінки (гміна)
Гміна Ліпінкі (пол. Gmina Lipinki) — сільська гміна у південній Польщі. Належить до Горлицького повіту Малопольського воєводства.
Станом на 31 грудня 2011 у гміні проживало 6816 осіб.

## Площа
Згідно з даними за 2007 рік площа гміни становила 66.16 км², у тому числі:
- орні землі: 63.00%
- ліси: 31.00%

Таким чином, площа гміни становить 6.84% площі повіту.

## Населення
Станом на 31 грудня 2011:
| Опис     | Загалом | Загалом | Чоловіки | Чоловіки | Жінки | Жінки |
| -------- | ------- | ------- | -------- | -------- | ----- | ----- |
| одиниця  | осіб    | %       | осіб     | %        | осіб  | %     |
| все      | 6816    | 100     | 3317     | 48.66    | 3499  | 51.34 |
| міське   | 0       | 100     | 0        |          | 0     |       |
| сільське | 6816    | 100     | 3317     | 48.66    | 3499  | 51.34 |

## Історія
1 серпня 1934 р. було створено об'єднану гміну Ліпінкі у Горлицькому повіті. До неї увійшли сільські громади: Беднарка, Криґ, Липинки, Паґожина, Роздзєлє, Вапенне, Вуйтова.

## Релігія
До виселення лемків у 1945 році в СРСР та депортації в 1947 році в рамках акції Вісла у селах гміни були греко-католицькі церкви парафій Горлицького деканату:
- парафія Боднарка: Боднарка
- парафія Розділля: Розділля, Липинки

## Села
Боднарка, Вуйтова, Криґ, Липинки, Паґожина, Розділля

## Сусідні гміни
Гміна Ліпінкі межує з такими гмінами: Беч, Горлиці, Дембовець, Сенкова, Сколишин, Ясло.